# 光明寺村女工焼死事件
光明寺村女工焼死事件（こうみょうじむら じょこう しょうし じけん）は、1900年（明治33年）1月23日に、日本の愛知県葉栗郡光明寺村字本郷（現・一宮市光明寺本郷屋敷）の織物工場で、女工31名が焼死した事件である。

## 概要
1900年（明治33年）1月23日午前3時30分、1棟で工場と炊事場と寄宿舎を兼ねる織物工場の1階にある機織場で火災が発生した。この棟の2階の2間には女工49名が寄宿しており、そのうち18名は脱出できたが、残りの31名は、女工をこの空間に閉じ込めるべく窓に設置されていた頑丈な鉄格子に阻まれて逃げることができず、炎上する寄宿舎の中で焼死した。女工たちの遺体は猛火に焼かれて完全に炭化・白骨化しており、肉親でも見分けがつかないほどであったという。

## 背景
当時の尾張地方の織物業者の間では、「男性が忍び込むことがないように」との名目で、その実、女工の逃亡を防ぐことを目的として、寄宿舎の出入り口には施錠し、窓には頑丈な鉄格子を填め込むことが常識になっており、この工場もその慣習に従っていた。火事に気付いた女工たちは、1階から火が迫ってきたため階段を使うことができず、唯一の脱出口となり得た窓を鉄格子に阻まれたことで、逃げ場が全く無い阿鼻叫喚の中で焼け死ぬしかなかったと考えられる。

## 事件後
この事件は、当時の繊維工場の労働環境を調査した政府の報告書「職工事情」にも掲載された。
愛知県は、この事件を機に、3か月後の同年4月23日付で「工場及寄宿舎取締規則」を改正し、労働者を監禁する形の寄宿舎は禁止となった。寄宿舎に避難階段を設け、消防器具などを設置することも、事業主が守るべき規定として明文化された。
また、犠牲になった女工のほとんどが愛知県三河地方にある幡豆郡（現在の西尾市に相当する地域の中核）の出身であったことから、同地域では、事件に心を痛めた葉栗郡（※事件現場の属する郡）の有力者が発起人となって資金を出し合い、同年7月、幡豆郡西尾葵町（現・西尾市葵町）に吊魂碑（ちょうこんひ。慰霊碑）が建立された。
その一方で、犠牲になった女工たちそれぞれの墓はと言えば、光明寺墓苑（現・光明寺霊園。所在地現在住所：一宮市光明寺山屋敷100））の敷地内にて誰のものとも分からない多数の小さな墓石として点在していた。後の世になってそれらが件の女工たちのものと判明し、1975年（昭和50年）8月、墓苑の一角に「織姫乃碑（おりひめのひ）」が建立されると共に、女工たちの墓石は碑の周りに集う形で安置された。なお、光明寺（こうみょうじ）というのは事件があった本郷（現・本郷屋敷）が属する地域名で、墓苑（霊園）は2区画隔てた西にある。
事件現場を擁する現在の地方自治体は一宮市である。「せんいの町一宮」を謳う同市は、同地域および繊維業における「負の歴史」を語るうえで欠かせない事件と位置付けており、一宮市教育委員会が発行した中学校社会科副読本『のびゆく一宮』（2002年刊）にも掲載している。